# FABP2
FABP2 (англ. fatty acid binding protein 2) — внутриклеточный белок из семейства белков, связывающий жирные кислоты. Продукт гена человека FABP2. Также называют белок, связывающий жирные кислоты, кишечного типа (I-FABP).

## Функции
Переносчик жирных кислот, который преимущественно экспрессирован на адипоцитах и макрофагах. Связывает длинноцепочечные жирные кислоты и ретиноевую кислоту и доставляет их к соответствующим рецепторам в ядре. 
Входит в семейство внутриклеточных белков, связывающий жирные кислоты, которые подразделяются на переносчики печёночнёго, кишечного и сердечного типов. Представляют собой небольшие белки массой 14-15 кДа, которые участвуют во внутриклеточном метаболизме и/или транспорте длинноцепочечных жирных кислот. Могут также играть роль в клеточном росте и пролиферации. Ген FABP2 содержит 4 экзона. Находится в больших количествах в эпителиальных клетках тонкого кишечника.

## Клиническое значение
Ген FABP2 имеет полиморфизм в кодоне 54, две аллели гена могут иметь аланин либо треонин. Аллель с треонин-54 ассоциирован с повышенным окислением липидов и инсулинорезистентностью.